# Omloop van het Waasland 1973
 De 9e editie van de Belgische wielerwedstrijd Omloop van het Waasland vond plaats op 18 maart 1973. De start en finish vonden plaats in Kemzeke. De winnaar was Gerben Karstens, gevolgd door Jean-Claude Meunier en Gustave Van Gossum.

## Uitslag
| Omloop van het Waasland 1973 |                     |                     |         |
| Plaats                       | Naam                | Ploeg               | Tijd    |
| Winnaar                      | Gerben Karstens     | Ha-Ro               | 5u10'0" |
| 2                            | Jean-Claude Meunier | Peugeot-BP-Michelin | 15"     |
| 3                            | Gustave Van Gossum  | Hertekamp           | 30"     |

1965 · 1966 · 1967 · 1968 · 1969 · 1970 · 1971 · 1972 · 1973 · 1974 · 1975 · 1976 · 1977 · 1978 · 1979 · 1980 · 1981 · 1982 · 1983 · 1984 · 1985 · 1986 · 1987 · 1988 · 1989 · 1990 · 1991 · 1992 · 1993 · 1994 · 1995 · 1996 · 1997 · 1998 · 1999 · 2000 · 2001 · 2002 · 2003 · 2004 · 2005 · 2006 · 2007 · 2008 · 2009 · 2010 · 2011 · 2012 · 2013 · 2014 · 2015 · 2016 · 2017 · 2018 · 2019 · 2020 · 2021 · 2022 · 2023 · 2024